# Krän
Krän le barbare est une série de bande dessinée créée par Éric Hérenguel. Elle est éditée et publiée aux éditions Vents d'Ouest.
- Scénario : Éric Hérenguel (tomes 1 à 6), Hervé Richez (tome 7)
- Dessins : Éric Hérenguel
- Couleurs : Franck Zimmermann (tomes 1 à 4), Véronique Mailloux (tome 5), Dameex (tomes 7 et 8),Carole Beau (tome 9), Nadia Rafraf (pseudo Morgil) (Tome 10).

L'ensemble des couvertures couleurs sont de Éric Hérenguel.
En septembre 2007, Éric Hérenguel s'associe au dessinateur Pierre Loyvet pour créer une série dérivée de Krän, Krän univers, qui se différencie de la série mère par le format des histoires : histoires complètes pour Krän et gags en une page pour Krän univers, selon la tradition franco-belge de la BD d'humour.

## Albums
1. Les Runes de Gartagueul (1999)[1]
2. Le Walou Walou ancestral (2000)
3. Gare aux garous (2001)
4. Le Grand Tournoi (2001)
5. L'Invasion des envahisseurs (2002)[2]
6. L'Encyclopédie de Krän (2003)
7. La Princesse Viagra (2005 ), interdit à la vente sous ce nom et retiré des étals par une injonction judiciaire de la société américaine Pfizer, propriétaire de la marque Viagra[3].
réédité sous le titre La Princesse de Mormoille
8. The Key Quête Quouest Ouane (2006)
9. The Key Quête Quouest Tou (2009)
10. Viva Lastrépasse (2010)

Krän Univers
1. Coup de mou chez les durs (2006)
2. Ultimate D.T.C (2007)
3. Love lovemidou (2009)
4. Kompil' dans ta Face! (2010)

## Personnages
- Krän : barbare et héritier du royaume de Torgnol. Il est grand, musclé, dragueur et massacreur. Il use plus facilement des poings que des virgules. Sa maxime : « Y'a des jours, faut pas m'chercher ! Et y'a des jours tous les jours  ! ».
- Kunu : l'hypocondriaque et obsédé sexuel par excellence. Avec lui rien ne va plus. Il est capable de s'attirer les pires ennuis en un minimum de temps. Sa spécialité : l'instinct de survie hyper-développé qui le maintient dans le top ten des pleutres encore en vie ici-bas.
- Garou-Warrior : un garou se différencie des autres bestioles par trois caractéristiques. D'abord, ça pue terriblement un garou... en second lieu, c'est plein de poils et teigneux, et en troisième, un garou peut devenir gigantesque sous l'effet de la pleine lune. Un conseil, si une nuit vous en croisez un : évitez de le déranger, c'est susceptible, ces bêtes-là.
- Naikicoul : le druide aveugle qui sait tout de la magie, des sorts, et du voyage spatio-temporel, mais qui ne garantit pas les effets secondaires. Comme il a l'habitude de le dire : « j'suis aveugle mais c'est vous qui voyez ! ».
- la mort : quoi qu'on fasse elle est toujours là, surveillant ce bas monde et réveillant la légion de morts-vivants en fonction de ses envies. Elle garde malgré tout une certaine faiblesse pour Krän. Après tout, ce barbare est un peu son fonds de commerce avec les morts qu'il laisse sur son passage...
- Felony : déesse des enfers, elle n'a d'autre ambition que de capturer Krän et Kunu. Elle peut se transformer à volonté et monter ses pièges diaboliques ou user de mille stratagèmes pour arriver à ses fins.
- Lovemidou : Jeune aventurière qui rêve de changer de métier. Barmaid à la taverne d'Alambic elle fait la connaissance de Krän et Kunu, rêvant de devenir une héroïne comme eux. Force est de constater qu'elle est vraiment super forte et pourrait se passer des conseils navrants de Krän et Kunu.

## Publication

### Éditeurs
- Vents d'Ouest : tomes 1 à 10 (première édition des tomes 1 à 10)
- Vents d'Ouest : Krän univers tomes 1 à 3